# Alberto Caeiro
Alberto Caeiro da Silva foi um heterónimo criado por Fernando Pessoa, sendo considerado o Mestre Ingénuo dos heterónimos Álvaro de Campos e Ricardo Reis e também de seu próprio autor, Fernando Pessoa, apesar de apenas ter feito a instrução primária. Caeiro foi o primeiro dos principais heterônimos de Pessoa. A primeira e mais famosa obra que Pessoa compôs sob este nome foi O Guardador de Rebanhos, uma série de 49 poemas que ele começou em 1914 e continuou a editar até sua morte em 1935. Como as obras de Pessoa em geral, os poemas de Caeiro começaram a receber grande aclamação da crítica décadas após a morte do escritor. A primeira coleção dos poemas foi publicada em Portugal em 1946.
Foi um poeta ligado à natureza, que despreza e repreende qualquer tipo de pensamento filosófico, afirmando que pensar obstrui a visão. Afirma que, ao pensar, entramos num mundo complexo e problemático onde tudo é incerto e obscuro. À superfície é fácil reconhecê-lo pela sua objetividade visual, que faz lembrar Cesário Verde, citado muitas vezes nos poemas de Caeiro, pelo verso livre e pela linguagem simples e familiar. É um poeta de completa simplicidade, e considera que a sensação é a única realidade. Suas principais obras são O Guardador de Rebanhos, O Pastor Amoroso e Poemas Inconjuntos.

## Biografia

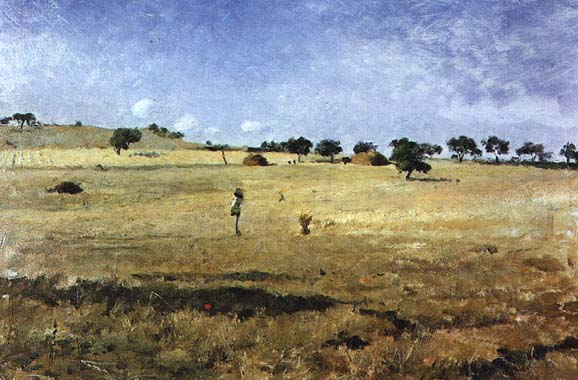
A Ceifa. Pintura de Silva Porto

Segundo a cronologia mais divulgada, nasceu em 16 de abril de 1889, em Lisboa, Portugal. Órfão de pai e mãe, não exerceu qualquer profissão e estudou apenas até a 4.ª classe. Viveu grande parte da sua vida pobre e frágil no Ribatejo, na quinta da sua tia-avó idosa, e aí escreveu O Guardador de Rebanhos e depois O Pastor Amoroso. Voltou no final da sua curta vida para Lisboa, onde escreveu Os Poemas Inconjuntos, antes de morrer de tuberculose, em 1915, quando contava apenas vinte e seis anos.
Foi descrito da seguinte maneira pelo heterónimo Álvaro de Campos: "Vejo-o diante de mim, vê-lo-ei talvez eternamente como primeiro o vi. Primeiro, os olhos azuis de criança que não têm medo; depois, os malares já um pouco salientes, a cor um pouco pálida, e o estranho ar grego, que vinha de dentro e era uma calma, e não de fora, porque não era expressão nem feições. O cabelo, quase abundante, era louro, mas, se faltava luz, acastanhava-se. A estatura era média, tendendo para mais alta, mas curvada, sem ombros altos. O gesto era branco, o sorriso era como era, a voz era igual, lançada num tom de quem não procura senão dizer o que está dizendo-nem alta, nem baixa, clara, livre de intenções, de hesitações, de timidezas. O olhar azul não sabia deixar de fitar. Se a nossa observação estranhava qualquer coisa, encontrava-a: a testa, sem ser alta, era poderosamente branca. Repito: era pela sua brancura, que parecia maior que a da cara pálida, que tinha majestade. As mãos um pouco delgadas, mas não muito; a palma era larga. A expressão da boca, a última coisa em que se reparava — como se falar fosse, para este homem, menos que existir — era a de um sorriso como o que se atribui em verso às coisas inanimadas belas, só porque nos agradam — flores, campos largos, águas com sol — um sorriso de existir, e não de nos falar."

## Obra

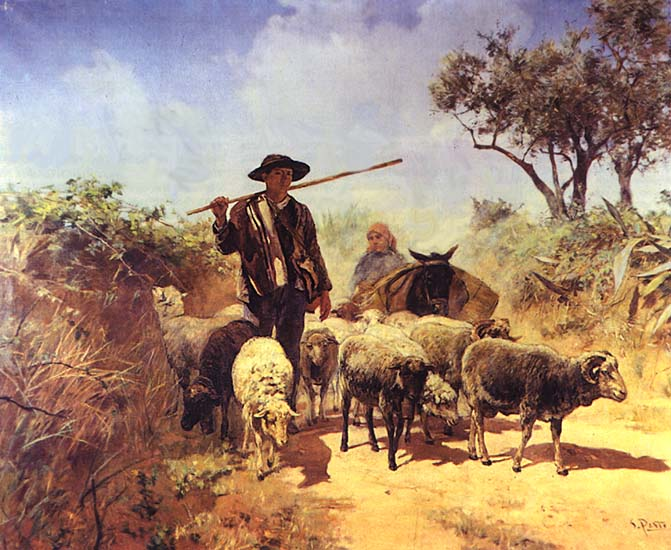
Guardando o Rebanho. Pintura de Silva Porto

Ao todo tem 104 poemas, 49 em O Guardador de Rebanhos, 6 em O Pastor Amoroso e 49 em Poemas inconjuntos.

### Temas
- Objetivismo: Saboreia tranquilamente cada impressão captada pelo seu olhar, ingénuo como de uma criança ( não foge para o sonho nem para a recordação, ao contrário de Pessoa Ortónimo) e poeta da Natureza.
- Sensacionismo: poeta das sensações verdadeiras; poeta do olhar; predomínio das sensações visuais e auditivas.
- Antimetafísico: recusa do pensamento e da compreensão (pensar é estar doente dos olhos)[3] e recusa do mistério e do misticismo.
- Panteísmo naturalista: Deus está na simplicidade e em todas as coisas.[4]

### Estilo
- Estilo discursivo.
- Pendor argumentativo.
- Transformação do abstrato no concreto, frequentemente através da comparação.
- Predomínio do substantivo concreto sobre o adjectivo.
- Linguagem simples e familiar.
- Liberdade estrófica e métrica e ausência de rima.
- Predomínio do Presente do Indicativo.

### Ideologias
Eu não tenho filosofia: tenho sentidos…
Se falo na Natureza não é porque saiba o que ela é.
Mas porque a amo, e amo-a por isso,
Porque quem ama nunca sabe o que ama
Nem por que ama, nem o que é amar…

Alberto Caeiro, excerto de ‘’O Guardador de Rebanhos’’.
- Mestre dos outros heterónimos e do próprio Fernando Pessoa Ortónimo porque, ao contrário destes, consegue submeter o pensar ao sentir, o que lhe permite: viver sem dor; envelhecer sem angústia e morrer sem desespero; não procurar encontrar sentido para a vida e para as coisas que o rodeiam; sentir sem pensar; e ser um ser uno (não fragmentado).
- Poeta do real objetivo, pois aceita a realidade e o mundo exterior como são com alegria ingénua e contemplação, recusando a subjetividade e a introspecção. O misticismo foi banido do seu universo.[6]
- Poeta da Natureza, porque anda pela mão das Estações[7] e integra-se nas leis do universo como se fosse um rio ou uma árvore,[8] rendendo-se ao destino e à ordem natural das coisas.
- Temporalidade estática, vive no presente, não quer saber do passado ou do futuro.[9] Cada instante tem igual duração ao dos relâmpagos, ou à das flores, ou ao do sol e tudo o que vê é eterna novidade;[10] É um tempo objetivo que coincide com a sucessão dos dias e das estações. A Natureza é a sua verdade absoluta.
- Antimetafísico, pois deseja abolir a consciência dos seus próprios pensamentos (o vício de pensar), pois deste modo todos seriam alegres e contentes.[11]
- Crença de que as coisas não têm significação: têm existência, a sua existência é o seu próprio significado.[12]

## Outros heterónimos
- Álvaro de Campos
- Bernardo Soares
- Ricardo Reis